# Egidio Nkaijanabwo
Egidio Nkaijanabwo, né le 29 août 1935, est un prêtre catholique ougandais qui a été évêque du diocèse catholique romain de Kasese, du 6 mars 1989 au 15 avril 2014.

## Biographie
Nkaijanabwo est né le 29 août 1935 à Rugazi, dans l'actuel district de Rubirizi, dans la région occidentale de l' Ouganda. Il a été ordonné prêtre le 28 mai 1961, à la Cathédrale métropolitaine du Christ-Roi de Liverpool, au Royaume-Uni. Il a servi comme prêtre jusqu'au 6 mars 1989.
Il a été nommé évêque du diocèse catholique romain de Kasese le 6 mars 1989 et a été consacré évêque à Kasese le 17 juin 1989 par le cardinal Emmanuel Kiwanuka Nsubuga, puis archevêque de l'archidiocèse catholique romain de Kampala, assisté de deux autres évêques (Serapio Bwemi Magambo (en) † et  Jean-Baptiste Kakubi (en) †) .
Le 15 avril 2014, il a pris sa retraite en tant qu'évêque et demeure évêque émérite de Kasese, en Ouganda.